# Sizzla
Sizzla Kalonji ou simplesmente Sizzla, batizado como Miguel Orlando Collins (17 de abril de 1976) é um cantor jamaicano de reggae. Considerado um dos músicos de reggae contemporânea mais bem-sucedidos comercialmente, por ter realizado vários lançamentos musicais, por exemplo em 2018 lançou 56 albuns.

## Biografia
Collins nasceu em Kingston, Jamaica. Onde estudou engenharia mecânica no ensino médio. Esta segue o Bobo Ashanti, ramo do movimento Rastafari.
Sizzla começou a desenvolver um estilo próprio, com o Caveman Hi-Fi sound system. Usando a sua música como transmissor de mensagem. kickstarting iniciou sua carreira musical em 1995, com o lançamento de uma versão através do selo Zagalou, em seguida, ele se juntou com a "Bobby Digital" Dixon para uma série de singles. Fez uma extensa turnê com os colegas do selo Xterminator e companheiro de raíz e de cultura o artista Luciano, ganhando notoriedade.
Após um ano os dois se uniram novamente, acompanhados em Praise Ye Jah (Louvai a Jah). Mas no mesmo ano esta foi rapidamente ultrapassada por Black Woman & Child (Preto, Mulher e Criança) produzida por Dixon. A faixa-título do álbum foi considerada um hino do reggae. Sizzla emplacou mais alguns sucessos no ano de 1997 como: Like Mountain, Babilônia Cowboy, Kings of the Earth, e o dueto com Luciano chamado Build a Better World.
Em 1998 o louvor universal de Sizzla recebeu a primeira indicação para Melhor Internacionais Melhor Artista de Reggae do Ano no prêmio "Music Of Black Origin Awards" (MOBO Awards), onde diversas revistas escolhem os 100 melhores álbuns do ano. Sizzla desde então lançou diversos álbuns, como em 1998 Kalonji e Royal Son of Ethiopia (Filho Real da Etiópia). Em 1999 foi indicada novamente no MOBO Awards. Esta ja teve 21 álbuns que entraram para a lista de Melhor Álbum de Reggae da Billboard, destacando-se  Words of Truth (Palavras de Verdade), que alcançou a quinta posição.
Sizzla lançou mais de 45 álbuns solo e mais de quinze em parceria, misturando diferentes gêneros de Reggae. Este fez parceria com Capleton, Norris Man, Buju Banton, e Anthony B. Reconhecidos por liderar o movimento de reincorporação dos valores do Rastafari, através do reggae contemporâneo. Com composições que preocupa-se principalmente com a espiritualidade e a consciência social.Sizzla montou a produtora de discos Kalonji Records; que, em uma parceria  com o grupo Damon Dash e a Koch Records, lançou o álbum The Overstanding, em novembro de 2006. Sendo o terceiro álbum lançado na sua produtora junto com Black History e Life.
Em 2013 lançou o album The Messiah. Em janeiro de 2014 teve a primeira indicação ao Grammy Award. In 2014 Sizzla was featured in the song and video for Stephen Marley's single "Rock Stone."